# David Beery
David Beeri, eredeti neve: Pongor Beri Károly (Nyírbéltek, 1951. július 9. −) magyar grafikus és festő.

## Életútja, munkássága
Szegény családban született, 1951-ben Nyírmihálydiba költöztek, nagyobbacska gyermekként napszámos munkát vállalt, már 16 éves korában Budapestre ment, s ott is minden munkát elvállalt, közben kitanulta a hegesztést és a férfi-női divatszabóságot. Húszéves korában kezdett el festeni, munkáit hamarosan megmutatta egy debreceni festőnek, s az maga mellé vette, évekig dolgoztak együtt. Pongor Beri a festés eszközeinek és módjainak teljesebb megismerése végett művésztelepek, szabadiskolák látogatója lett, ahol jeles mesterek segítették fejlődését. 1979 óta kiállító művész, portrékat, tájakat fest, linómetszetei, szitanyomatai az avantgárd irányzatba tartoznak.
Az 1980-as években az államrendőrség zaklatja, ennek fő oka az Pongor Beri modern festői stílusa, s nyilván irigyeinek feljelentásei, erre ő 1987. november 7-én várandós feleségével és kislányával Németországba disszidál, alkotni csak szabadságban lehet, a művész ezt így fejezi ki: „ahol már nincsenek vasfüggönyök, ahol lélek és szellem könnyedén a magasba szállhat.” 1990 januárjában tért haza Magyarországra, Nyírmihálydiban él. Számos alkalommal állította ki képeit a magyar fővárosban, vidéki városokban és külföldön, Párizsban, Villingen-Schwenningen-ben (Baden-Württemberg szövetségi tartomány), New York-ban, Washingtonban, Tel-Aviv-ban, Tokióban, Pekingben, stb. Életmű-kiállítása 1996-ban volt Budapesten.

## Kiállításai (válogatás)

### Egyéni
- 1979 • Budapest • Hajdúhadház;
- 1980 • Nagykálló • Fehérgyarmat • Baktalórántháza • Sátoraljaújhely • Nyíregyháza • Tatabánya;
- 1981 • Budapest;
- 1982 • Tata;
- 1983 • Szentendre;
- 1986 • Budapest;
- 1989 • Villingen-Schwenningen (NSZK) • Villingen-Schwenningen, (NSZK);
- 1991 • Debrecen;
- 1992 • Hosszúpályi;
- 1994 • Debrecen;
- 1995 • Nyíradony • Debrecen • Nyírábrány;
- 1996 • Szekszárd • Életmű kiállítás, Budapest;
- 1997 • Berettyóújfalu • Vác;
- 1998 • Debrecen • Nagykálló • Nyíregyháza • Baja;
- 1999 • Pétervására • Hajdúszoboszló • Nyíregyháza • Füzesabony • Verpelét • Eger • Kisvárda • Balatonfüred • Vásárosnamény • Fehérgyarmat • Hajdúhadház • Baktalórántháza;
- 2000 • Tilburg (Hollandia)

### Csoportos
- 1979 • Budapest;
- 1980 • Debrecen;
- 1983 • Budapest • Párizs • Budapest;
- 1992 • Vándorkiállítás, Szapporo • Tokió • Nagoja (Japán);
- 1994 • Vándorkiállítás, New York • New Brunswick • Washington • Philadelphia • Gent (Belgium) • Bréma (Németország);
- 1995 • Budapest;
- 1996 • Tokió • Niigata (Japán) • Sátoraljaújhely • Debrecen;
- 1997 • Nyíregyháza • Vác • Budapest • Tokió • Tigs (Japán);
- 1998 • Budapest, New York (USA);
- 1999 • Nyíregyháza • Debrecen • Gent (Belgium) • Vaja • Tel-Aviv (Izrael) • Budapest • Debrecen;
- 2000 • Debrecen • New York (USA) • Gent (Belgium);
- 2007 • Az emlékezés színes álmai : vándorkiállítás, Peking • Magyar Nemzeti Galéria, Budapest
- 2008, 2009 • Az emlékezés színes álmai, vándorkiállítás, Szolnok • Eger • Pécs • Salgótarján • Miskolc • Szekszárd[2]

## Képei a 2009-es Cigány festők című albumból

### Portrék
- Önarckép (pasztellkréta, szén, papír, 53x100 cm, 1980)
- Cigánylány (pasztellkréta, papír, 45x60 cm, 1977)
- Dohányzó gyerekek (pasztellkréta, papír, 110x80 cm, 1977)

### Tájképek
- Badacsonyi táj (olaj, vászon, 100x80 cm, 1989)

### Szimbolikus grafikák
- Énekes (linómetszet, papír, 35x39 cm, 1997)
- Tűzmadonna (szitanyomat, papír, 80x110 cm, 1996)[3]